# Random Walk Index

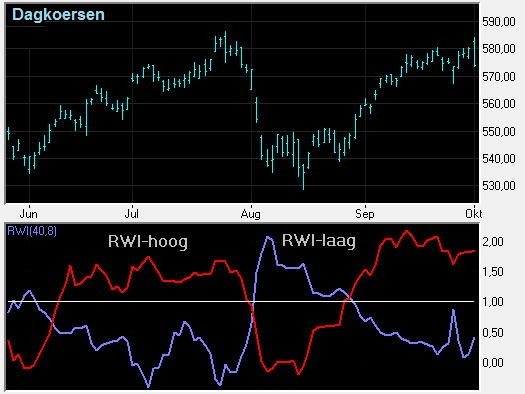
Random Walk Index (RWI)

Random Walk Index is een technische indicator die in 1999 werd gepubliceerd door Michael Poulos in het Amerikaanse maandblad Technical Analysis of Stocks & Commodities. Deze indicator meet in welke mate de koerstrend een toevallige beweging is, of juist statistisch significant. Dit gebeurt door de huidige koersbeweging te vergelijken met een willekeurige of 'random' koersbeweging.

## Berekening
De Random Walk Index (RWI) is de werkelijke koersverandering gedeeld door de verwachte willekeurige beweging. Hoe hoger de RWI, des te meer de koers afwijkt van de statistische verwachting. Bij een trendmatige koersbeweging meet de RWI dus in welke mate de trend niet willekeurig is.
Statistisch is de verwachte afwijking van een random-systeem gelijk aan de vierkantswortel van het aantal stappen of tijdseenheden. In de technische analyse van de financiële markten kunnen we deze tijdseenheden beschouwen als dagkoersen. Bij een gemiddelde koersbeweging per dag van 1 zou na 25 dagen de verwachte afwijking dus √25 = 5 bedragen. Voor de gemiddelde koersbeweging wordt in RWI formules vaak de Average True Range (ATR) gebruikt. De verwachte afwijking over N dagen is dan: ATR(N)*√N. Voor de werkelijke koersverandering wordt gekeken naar de verschillen tussen de toppen en dalen in de afgelopen periode N. Er zijn verschillende formules voor de RWI in omloop, zie de externe links voor de beschrijving en programmeercode.

### Twee lijnen
In de technische analyse wordt de RWI gerepresenteerd door twee lijnen: de RWI-hoog en de RWI-laag. Deze twee lijnen slingeren zich om de 1-lijn. Als de RWI-hoog boven de 1 komt, betekent dit dat de koersen zich in een significante stijgende trend bevinden. Bij een RWI-laag boven de 1-lijn betekent dit dat de koersen zich in een significante dalende trend bevinden.